# Вэлла, Юрий
Юрий Вэлла (настоящее имя — Юрий Кылевич Айваседа; 12 марта 1948, Варьёган — 12 сентября 2013, там же) — ненецкий лесной, хантыйский и русский поэт, а также писатель.

## Биография
Родился в селе Варьёган Ханты-Мансийского НО. По национальности лесной ненец. Окончил Литературный институт имени А. М. Горького в Москве. Сменил много профессий: был охотником, рыбаком, приемщиком рыбы, печником, звероводом, заведующим Красным чумом, воспитателем в интернате, председателем сельского Совета. Основал в Варьёгане этнографический музей под открытым небом.

## Творчество
Писал на русском, хантыйском и ненецком лесном языке. Произведения Вэллы публиковались в журналах «Урал», «Север», «Нева», «Полярная звезда», «Дружба народов» и в коллективных сборниках. Юрий Вэлла — автор книг «Вести из стойбища» (1991) и «Белые крики» (1996). В 1997 году в Москве отдельным изданием вышла первая в истории художественная книга на ненецком лесном языке — сборник стихов Ю. Вэлла. Произведения Вэлла переведены на немецкий, французский и эстонский языки.

## Память
В Варьёгане работает мемориальный дом-музей Юрия Вэллы.